# Diego Perotti
Diego Perotti (Moreno, 26 juli 1988) is een Argentijns profvoetballer die doorgaans als linksbuiten speelt. Hij verruilde Genoa CFC in juli 2016 voor AS Roma, dat hem het voorgaande halfjaar al huurde. Perotti debuteerde in 2009 in het Argentijns voetbalelftal.

## Clubvoetbal
Perotti stroomde in 2006 door vanuit de jeugd van Club Deportivo Morón. In de zomer van 2007 maakte hij de overstap naar het tweede elftal van Sevilla, Sevilla Atlético. In de loop van het seizoen 2008/09 haalde de coach van het eerste elftal, Manolo Jiménez, hem bij de hoofdmacht, waarna hij op 15 februari 2009 tegen RCD Espanyol zijn debuut maakte in de Primera División. Hij maakte op 23 mei 2009 zijn eerste doelpunt voor Sevilla, tegen Deportivo de La Coruña.

## Interlandcarrière
Perotti debuteerde op 14 november 2009 in het Argentijns voetbalelftal, in een met 2–1 verloren oefeninterland in en tegen Spanje. Hij viel die dag in de 84e minuut in voor Lionel Messi. Hij moest daarna tot juni 2011 wachten voor zijn tweede interland en vervolgens tot november 2017 voor zijn derde.

## Erelijst
| UEFA Europa League | 1x | 2013/14 |
| Copa del Rey       | 1x | 2009/10 |

3 Angeliño ·
4 Cristante ·
5 N'Dicka ·
7 Pellegrini  ·
11 Dovbyk ·
12 Abdulhamid ·
14 Sjomoerodov ·
15 Hummels ·
16 Paredes ·
17 Koné ·
18 Soulé ·
19 Çelik ·
21 Dybala ·
22 Hermoso ·
23 Mancini ·
25 Nelsson ·
26 Dahl ·
28 Le Fée ·
35 Baldanzi ·
56 Saelemaekers ·
59 Zalewski ·
61 Pisilli ·
66 Sangaré ·
89 Marin ·
92 El Shaarawy ·
98 Ryan ·
99 Svilar ·
Coach: Jurić